# مطار ودون ثاني
مطار ودون ثاني (بالتايلندية: ท่าอากาศยานอุดรธานี)‏(إياتا: UTH، إيكاو: VTUD) هو مطار دولي يقع في محافظة ودون تاني، تايلاند. ستنقل إدارة المطار إلى مطارات تايلاند PCL (AOT) في النصف الأول من عام 2023.

## شركات الطيران والوجهات
| شركـات طيـران        | الوجهات                        |
| -------------------- | ------------------------------ |
| طيران نوك            | مطار دون موينغ، مطار تشيانغ مي |
| طيران آسيا (تايلاند) | مطار دون موينغ، Phuket         |
| Thai Lion Air        | مطار دون موينغ، Hat Yai ‏       |
| Thai Smile           | مطار سوفارنابومي الدولي        |
| Thai VietJet Air     | مطار سوفارنابومي الدولي        |